# Saison 2017-2018 de l'USM Alger
Maillots
Chronologie
Saison précédente Saison suivante
La saison 2017-2018 de l'USM Alger est la 38e saison du club en première division algérienne. L'équipe s'engage en Ligue 1, en Coupe d'Algérie et enfin en Coupe de la confédération.

## Stage et matchs d'avant saison
L'USM Alger a commencé son stage à Izmit en Turquie du 4 août au 16 août 2017.

## Transferts

### Transferts estivaux
| Date       | Nom                     | Poste     | Transfert                         | Provenance/Destination | Source |
| ---------- | ----------------------- | --------- | --------------------------------- | ---------------------- | ------ |
| Arrivées   |                         |           |                                   |                        |        |
| 21 mai     | Okacha Hamzaoui         | Attaquant | Prêt un an                        | CD Nacional            | ,      |
| 21 juin    | Faouzi Yaya             | Milieu    | Transfert gratuit                 | MO Béjaïa              | ,      |
| 22 juin    | Redouane Cherifi        | Défenseur | Transfert gratuit                 | USM Bel-Abbès          | [ 7 ]  |
| 30 juin    | Kouadio Manucho         | Attaquant | Retour de prêt                    | CS Constantine         |        |
| 30 juin    | Mohamed Amine Madani    | Défenseur | Retour de prêt                    | USM El Harrach         |        |
| 4 juillet  | Oussama Chita           | Milieu    | Transfert gratuit                 | MC Alger               | [ 8 ]  |
| 4 juillet  | Raouf Benguit           | Milieu    | Prêt un an                        | Paradou AC             |        |
| 11 juillet | Mehdi Benchikhoune      | Défenseur | Premier contrat professionnel     | USM Alger rés.         |        |
| 31 juillet | Soumaila Sidibé         | Milieu    | Transfert (7 millions de dinars)  | MO Béjaïa              | [ 9 ]  |
| Départs    |                         |           |                                   |                        |        |
| 29 juin    | Toufik Zeghdane         | Défenseur | Transfert gratuit                 | CS Sedan               | ,      |
| 30 juin    | Raouf Benguit           | Milieu    | Retour de prêt                    | Paradou AC             |        |
| 30 juin    | Rafik Bouderbal         | Milieu    | Transfert gratuit                 | Agent libre            |        |
| 30 juin    | Ghislain Guessan        | Attaquant | Fin de son contrat                | RC Arbaâ               |        |
| 30 juin    | Kouadio Manucho         | Attaquant | Fin de son contrat                | Ittihad Alexandrie     | [ 12 ] |
| 30 juin    | Carolus Andriamatsinoro | Attaquant | Fin de son contrat                | Ohod Club              | [ 13 ] |
| 14 juillet | Abel Khaled             | Milieu    | Transfert gratuit                 | DRB Tadjenanet         | [ 14 ] |
| 16 juillet | Abderrahim Hamra        | Défenseur | Prêt pour un an                   | DRB Tadjenanet         | [ 15 ] |
| 16 juillet | Kaddour Cherif          | Attaquant | Prêt pour un an                   | DRB Tadjenanet         | [ 15 ] |
| 28 juillet | Mustapha Bengrina       | Milieu    | Prêt pour un an                   | US Biskra              | [ 16 ] |
| 28 juillet | Ibrahim Farhi           | Milieu    | Prêt pour un an                   | US Biskra              | [ 16 ] |
| 30 juillet | Mohamed Amine Madani    | Défenseur | Transfert (20 millions de dinars) | JS Saoura              | [ 17 ] |

### Transferts hivernaux
| Date        | Nom                  | Poste     | Transfert                          | Provenance/Destination | Source |
| ----------- | -------------------- | --------- | ---------------------------------- | ---------------------- | ------ |
| Arrivées    |                      |           |                                    |                        |        |
| 23 décembre | Oualid Ardji         | Milieu    | Retour de prêt                     | NA Hussein Dey         | [ 18 ] |
| 23 décembre | Rafik Bouderbal      | Milieu    | Revenir pour compléter son contrat | N/A                    | [ 18 ] |
| 14 janvier  | Reda Hajhouj         | Attaquant | Transfert gratuit                  | Wydad Athletic Club    | [ 19 ] |
| 15 janvier  | Mohamed Amine Hamia  | Attaquant | Transfert gratuit                  | CR Belouizdad          | [ 20 ] |
| Départs     |                      |           |                                    |                        |        |
| 11 décembre | Nacereddine Khoualed | Défenseur | Transfert gratuit                  | Ohod Club              | [ 21 ] |
| 28 décembre | Ziri Hammar          | Milieu    | Prêt pour six mois                 | JS Kabylie             | [ 22 ] |
| 8 janvier   | Mohamed Benkablia    | Milieu    | Transfert gratuit                  | CR Belouizdad          | [ 23 ] |
| 11 janvier  | Faouzi Bourenane     | Milieu    | Transfert gratuit                  | CR Belouizdad          | [ 24 ] |
| 15 janvier  | Soumaila Sidibé      | Milieu    | Prêt pour six mois                 | CR Belouizdad          | [ 24 ] |

## Compétitions

### Résultats par journée
| Journée   | 01 | 02 | 03 | 04  | 05 | 06 | 07 | 08  | 09  | 10  | 11 | 12 | 13 | 14 | 15 | 16 | 17 | 18 | 19 | 20 | 21 | 22 | 23 | 24 | 25 | 26 | 27 | 28 | 29 | 30 |
| --------- | -- | -- | -- | --- | -- | -- | -- | --- | --- | --- | -- | -- | -- | -- | -- | -- | -- | -- | -- | -- | -- | -- | -- | -- | -- | -- | -- | -- | -- | -- |
| Terrain   | D  | E  | D  | E   | D  | E  | D  | E   | D   | E   | D  | D  | E  | D  | E  | E  | D  | E  | D  | E  | D  | E  | D  | E  | D  | E  | E  | D  | E  | D  |
| Résultats | V  | N  | N  | D   | V  | V  | V  | V   | V   | N   | D  | D  | N  | N  | V  | N  | D  | V  | D  | N  | N  | V  | V  | D  | N  | D  | D  | V  | D  | D  |
| Points    | 3  | 4  | 5  | 5   | 8  | 11 | 14 | 17  | 20  | 21  | 21 | 21 | 22 | 23 | 26 | 27 | 27 | 30 | 30 | 31 | 32 | 35 | 38 | 38 | 39 | 39 | 39 | 42 | 42 | 42 |
| Place     | 4e | 4e | 6e | 12e | 7e | 6e | 2e | 1er | 1er | 1er | 2e | 3e | 3e | 4e | 3e | 3e | 2e | 2e | 4e | 4e | 4e | 4e | 3e | 5e | 5e | 6e | 6e | 5e | 5e | 6e |

Source : lfp.dz (Ligue de football professionnel)
Terrain : D = Domicile ; E = Extérieur. Résultat : D = Défaite ; N = Nul ; V = Victoire.

### Classement
| Rang | Équipe       | Pts | J  | G  | N  | P  | Bp | Bc | Diff | Qualification ou relégation                       |
| ---- | ------------ | --- | -- | -- | -- | -- | -- | -- | ---- | ------------------------------------------------- |
| 4    | MC Oran      | 45  | 30 | 12 | 9  | 9  | 40 | 36 | +4   |                                                   |
| 5    | MC Alger     | 44  | 30 | 12 | 8  | 10 | 41 | 32 | +9   | Qualification pour le Championnat arabe des clubs |
| 6    | USM Alger    | 42  | 30 | 11 | 9  | 10 | 43 | 35 | +8   | Qualification pour le Championnat arabe des clubs |
| 7    | Paradou AC P | 42  | 30 | 12 | 6  | 12 | 35 | 30 | +5   | Qualification pour le Championnat arabe des clubs |
| 8    | ES Sétif T   | 40  | 30 | 10 | 10 | 10 | 36 | 30 | +6   |                                                   |

### Ligue des champions de la CAF
La Ligue des champions de la CAF 2017 est la 53e édition de la Ligue des champions, la plus prestigieuse des compétitions african inter-clubs. Elle est divisée en trois phases, Tour préliminaire et une phase de groupes, qui consiste en quatre mini-championnats de quatre équipes par groupe, les deux premiers poursuivant la compétition et finalement Phase finale, le début de la ronde finale du quart de finale.

#### Parcours en Ligue des champions

##### Phase de groupe
| Rang | Équipe          | Pts | J | G | N | P | Bp | Bc | Diff |  | Résultats (▼ dom., ► ext.) |     |     |     |     |
| ---- | --------------- | --- | - | - | - | - | -- | -- | ---- |  | -------------------------- | --- | --- | --- | --- |
| 1    | USM Alger       | 11  | 6 | 3 | 2 | 1 | 12 | 5  | +7   |  | USM Alger                  |     | 3-0 | 2-0 | 4-1 |
| 2    | Al Ahly Tripoli | 9   | 6 | 2 | 3 | 1 | 11 | 10 | +1   |  | Al Ahly Tripoli            | 1-1 |     | 0-0 | 4-2 |
| 3    | Zamalek SC      | 6   | 6 | 1 | 3 | 2 | 6  | 8  | -2   |  | Zamalek SC                 | 1-1 | 2-2 |     | 2-0 |
| 4    | CAPS United     | 6   | 6 | 2 | 0 | 4 | 10 | 16 | -6   |  | CAPS United                | 2-1 | 2-4 | 3-1 |     |

### Coupe de la Confédération de la CAF

#### Parcours en Coupe de la Confédération

##### Phase de groupe
| Rang | Équipe         | Pts | J | G | N | P | Bp | Bc | Diff |  | Résultats (▼ dom., ► ext.) |     |     |     |     |
| ---- | -------------- | --- | - | - | - | - | -- | -- | ---- |  | -------------------------- | --- | --- | --- | --- |
| 1    | USM Alger      | 11  | 6 | 3 | 2 | 1 | 10 | 5  | +5   |  | USM Alger                  |     | 1-1 | 2-1 | 4-0 |
| 2    | Rayon Sports   | 9   | 6 | 2 | 3 | 1 | 6  | 5  | +1   |  | Rayon Sports               | 1-2 |     | 1-1 | 1-0 |
| 3    | Gor Mahia      | 8   | 6 | 2 | 2 | 2 | 10 | 7  | +3   |  | Gor Mahia                  | 0-0 | 1-2 |     | 4-0 |
| 4    | Young Africans | 4   | 6 | 1 | 1 | 4 | 4  | 13 | -9   |  | Young Africans             | 2-1 | 0-0 | 2-3 |     |

## Statistiques

### Statistiques collectives
| Compétition               | Débute au tour      | Termine             | Matches joués | Gagnés | Nuls | Perdus | Buts pour | Buts contre | Différence |
| ------------------------- | ------------------- | ------------------- | ------------- | ------ | ---- | ------ | --------- | ----------- | ---------- |
| Coupe d'Algérie           | 1/32 de finale      | Huitièmes de finale | 3             | 2      | 0    | 1      | 2         | 1           | +1         |
| Ligue 1                   | -                   | Sixième place       | 30            | 11     | 9    | 10     | 43        | 32          | +11        |
| Ligue des champions       | Phase de groupe     | Demi-finale         | 5             | 1      | 3    | 1      | 6         | 5           | +1         |
| Coupe de la confédération | Seizièmes de finale | Phase de groupe     | 6             | 2      | 3    | 1      | 12        | 5           | +7         |
| Total                     | -                   | -                   | 44            | 16     | 15   | 13     | 63        | 43          | +20        |

### Statistiques individuelles
(Mis à jour le 19 mai 2018)
| Numéro | Nat. | Nom         | Championnat | Championnat | Championnat | Championnat  | Coupe d’Algérie | Coupe d’Algérie | Coupe d’Algérie | Coupe d’Algérie | Ligue des champions | Ligue des champions | Ligue des champions | Ligue des champions | Coupe de la Confédération | Coupe de la Confédération | Coupe de la Confédération | Coupe de la Confédération | Total | Total       | Total  | Total        |
| Numéro | Nat. | Nom         | M.j.        | But inscrit | Averti      | Carton rouge | M.j.            | But inscrit     | Averti          | Carton rouge    | M.j.                | But inscrit         | Averti              | Carton rouge        | M.j.                      | But inscrit               | Averti                    | Carton rouge              | M.j.  | But inscrit | Averti | Carton rouge |
| ------ | ---- | ----------- | ----------- | ----------- | ----------- | ------------ | --------------- | --------------- | --------------- | --------------- | ------------------- | ------------------- | ------------------- | ------------------- | ------------------------- | ------------------------- | ------------------------- | ------------------------- | ----- | ----------- | ------ | ------------ |
| 1      |      | Zemmamouche | 25          | -0          | 5           | 0            | 2               | -0              | 0               | 0               | 5                   | -0                  | 1                   | 0                   | 6                         | -0 (1)                    | 0                         | 0                         | 38    | -0 (1)      | 6      | 0            |
| 16     |      | Mansouri    | 2           | -0          | 0           | 0            | 1               | -0              | 0               | 1               | 0                   | -0                  | 0                   | 0                   | 0                         | -0                        | 0                         | 0                         | 3     | -0          | 0      | 1            |
| 30     |      | Berrefane   | 2           | -0          | 0           | 0            | 1               | -0              | 0               | 0               | 0                   | -0                  | 0                   | 0                   | 0                         | -0                        | 0                         | 0                         | 3     | -0          | 0      | 0            |
|        |      | Sifour      | 1           | -0          | 0           | 0            | 0               | -0              | 0               | 0               | 0                   | -0                  | 0                   | 0                   | 0                         | -0                        | 0                         | 0                         | 1     | -0          | 0      | 0            |
|        |      |             |             |             |             |              |                 |                 |                 |                 |                     |                     |                     |                     |                           |                           |                           |                           |       |             |        |              |
| 3      |      | Abdellaoui  | 23          | 1           | 5           | 2            | 2               | 0               | 0               | 0               | 5                   | 1                   | 2                   | 0                   | 6                         | 0                         | 1                         | 0                         | 36    | 2           | 8      | 2            |
| 5      |      | Benyahia    | 14          | 2           | 1           | 0            | 2               | 0               | 0               | 0               | 0                   | 0                   | 0                   | 0                   | 3                         | 0                         | 1                         | 0                         | 19    | 2           | 2      | 0            |
| 6      |      | Chafaï      | 24          | 3           | 6           | 0            | 2               | 0               | 0               | 0               | 5                   | 0                   | 1                   | 0                   | 6                         | 1                         | 1                         | 0                         | 37    | 4           | 8      | 0            |
| 19     |      | Cherifi     | 17          | 0           | 1           | 0            | 1               | 0               | 0               | 0               | 1                   | 0                   | 0                   | 0                   | 2                         | 0                         | 0                         | 0                         | 21    | 0           | 1      | 0            |
| 20     |      | Khoualed    | 3           | 0           | 1           | 0            | 0               | 0               | 0               | 0               | 1                   | 0                   | 0                   | 0                   | 0                         | 0                         | 0                         | 0                         | 4     | 0           | 1      | 0            |
| 21     |      | Benchikhoun | 5           | 0           | 0           | 0            | 0               | 0               | 0               | 0               | 0                   | 0                   | 0                   | 0                   | 1                         | 0                         | 0                         | 0                         | 6     | 0           | 0      | 0            |
| 22     |      | Meftah      | 19          | 1           | 6           | 0            | 2               | 1               | 1               | 0               | 5                   | 0                   | 1                   | 0                   | 5                         | 0                         | 0                         | 0                         | 31    | 2           | 8      | 0            |
| 25     |      | Benmoussa   | 24          | 3           | 1           | 0            | 2               | 0               | 0               | 0               | 5                   | 0                   | 1                   | 0                   | 5                         | 0                         | 0                         | 0                         | 36    | 3           | 2      | 0            |
| 27     |      | Benguit     | 15          | 0           | 4           | 3            | 2               | 0               | 2               | 0               | 4                   | 0                   | 0                   | 0                   | 6                         | 0                         | 1                         | 0                         | 27    | 0           | 7      | 3            |
| 42     |      | Semmane     | 2           | 0           | 0           | 0            | 0               | 0               | 0               | 0               | 0                   | 0                   | 0                   | 0                   | 0                         | 0                         | 0                         | 0                         | 2     | 0           | 0      | 0            |
|        |      |             |             |             |             |              |                 |                 |                 |                 |                     |                     |                     |                     |                           |                           |                           |                           |       |             |        |              |
| 2      |      | Chita       | 18          | 0           | 0           | 0            | 3               | 0               | 0               | 0               | 0                   | 0                   | 0                   | 0                   | 1                         | 0                         | 0                         | 0                         | 22    | 0           | 0      | 0            |
| 4      |      | Sidibé      | 5           | 0           | 1           | 0            | 1               | 0               | 1               | 0               | 2                   | 0                   | 0                   | 0                   | 0                         | 0                         | 0                         | 0                         | 8     | 0           | 2      | 0            |
| 7      |      | Yaya        | 19          | 3           | 0           | 0            | 3               | 0               | 1               | 0               | 1                   | 0                   | 0                   | 0                   | 4                         | 1                         | 0                         | 0                         | 27    | 4           | 1      | 0            |
| 8      |      | Beldjilali  | 18          | 0           | 1           | 0            | 0               | 0               | 0               | 0               | 2                   | 0                   | 0                   | 0                   | 2                         | 1                         | 0                         | 0                         | 22    | 1           | 1      | 0            |
| 10     |      | Hammar      | 10          | 2           | 1           | 0            | 0               | 0               | 0               | 0               | 4                   | 1                   | 0                   | 0                   | 0                         | 0                         | 0                         | 0                         | 14    | 2           | 2      | 0            |
| 14     |      | Bourenane   | 2           | 0           | 0           | 0            | 1               | 0               | 0               | 0               | 0                   | 0                   | 0                   | 0                   | 0                         | 0                         | 0                         | 0                         | 3     | 0           | 0      | 0            |
| 17     |      | Benkablia   | 3           | 0           | 0           | 0            | 0               | 0               | 0               | 0               | 2                   | 0                   | 0                   | 0                   | 0                         | 0                         | 0                         | 0                         | 5     | 0           | 0      | 0            |
| 18     |      | Sayoud      | 13          | 0           | 0           | 0            | 3               | 1               | 0               | 0               | 2                   | 0                   | 0                   | 0                   | 2                         | 1                         | 0                         | 0                         | 20    | 2           | 0      | 0            |
| 23     |      | Koudri      | 18          | 1           | 4           | 0            | 2               | 0               | 0               | 0               | 4                   | 0                   | 0                   | 0                   | 6                         | 0                         | 0                         | 0                         | 30    | 1           | 4      | 0            |
| 24     |      | Benkhemassa | 22          | 1           | 11          | 0            | 2               | 0               | 0               | 0               | 5                   | 0                   | 0                   | 0                   | 6                         | 1                         | 0                         | 0                         | 35    | 2           | 11     | 0            |
| 26     |      | Bellahcene  | 10          | 0           | 1           | 0            | 1               | 0               | 0               | 0               | 0                   | 0                   | 0                   | 0                   | 1                         | 0                         | 0                         | 0                         | 12    | 0           | 1      | 0            |
| 20     |      | Bouderbal   | 8           | 1           | 0           | 0            | 0               | 0               | 0               | 0               | 0                   | 0                   | 0                   | 0                   | 2                         | 0                         | 1                         | 0                         | 10    | 1           | 1      | 0            |
| 31     |      | Yaiche      | 7           | 0           | 0           | 0            | 0               | 0               | 0               | 0               | 1                   | 0                   | 0                   | 0                   | 1                         | 0                         | 0                         | 0                         | 9     | 0           | 0      | 0            |
| 84     |      | Boumechra   | 7           | 1           | 0           | 0            | 0               | 0               | 0               | 0               | 0                   | 0                   | 0                   | 0                   | 0                         | 0                         | 0                         | 0                         | 7     | 1           | 0      | 0            |
| 54     |      | Benhammouda | 6           | 0           | 0           | 0            | 0               | 0               | 0               | 0               | 0                   | 0                   | 0                   | 0                   | 0                         | 0                         | 0                         | 0                         | 6     | 0           | 0      | 0            |
|        |      | Asli        | 1           | 0           | 0           | 0            | 0               | 0               | 0               | 0               | 0                   | 0                   | 0                   | 0                   | 0                         | 0                         | 0                         | 0                         | 1     | 0           | 0      | 0            |
|        |      |             |             |             |             |              |                 |                 |                 |                 |                     |                     |                     |                     |                           |                           |                           |                           |       |             |        |              |
| 15     |      | Ardji       | 8           | 0           | 0           | 0            | 1               | 0               | 0               | 0               | 0                   | 0                   | 0                   | 0                   | 4                         | 1                         | 0                         | 0                         | 13    | 1           | 0      | 0            |
| 9      |      | Hamzaoui    | 9           | 1           | 0           | 0            | 0               | 0               | 0               | 0               | 5                   | 1                   | 0                   | 0                   | 0                         | 0                         | 0                         | 0                         | 14    | 2           | 0      | 0            |
| 11     |      | Meziane     | 18          | 2           | 1           | 0            | 2               | 0               | 0               | 0               | 5                   | 0                   | 0                   | 0                   | 3                         | 1                         | 0                         | 0                         | 28    | 3           | 1      | 0            |
| 13     |      | Darfalou    | 27          | 18          | 1           | 0            | 2               | 0               | 0               | 0               | 5                   | 3                   | 1                   | 0                   | 5                         | 5                         | 2                         | 0                         | 39    | 26          | 4      | 0            |
| 10     |      | Hajhouj     | 8           | 2           | 0           | 0            | 1               | 0               | 0               | 0               | 0                   | 0                   | 0                   | 0                   | 1                         | 0                         | 0                         | 0                         | 10    | 2           | 0      | 0            |
| 17     |      | Hamia       | 3           | 0           | 0           | 0            | 1               | 0               | 0               | 0               | 0                   | 0                   | 0                   | 0                   | 1                         | 0                         | 0                         | 0                         | 5     | 0           | 0      | 0            |

### Statistiques des buteurs
Oussama Darfalou. Alors que d'un point de vue collectif, son club, l'USM Alger, réalise un parcours moyen terminant sixième au classement et ne remportant aucun trophée, l'attaquant réussit, quant à lui, à tirer son épingle du jeu en inscrivant 24 buts en 38 matchs toutes compétitions confondues. Il se distingue notamment en s'adjugeant le titre de meilleur buteur du championnat d'Algérie avec 18 réalisations en 27 rencontres.
|        | Buteur                     | Ligue 1 | Coupe d'Algérie | Ligue des champions | Coupe de la confédération | Total | Min | MJ |
| ------ | -------------------------- | ------- | --------------- | ------------------- | ------------------------- | ----- | --- | -- |
| TOTAL1 | TOTAL1                     | 42      | 2               | 6                   | 12                        | 59    | 0   | 46 |
| 1      | Oussama Darfalou           | 18      | 0               | 3                   | 5                         | 26    | -   | -  |
| 2      | Farouk Chafaï              | 3       | 0               | 0                   | 1                         | 4     | -   | -  |
| 3      | Faouzi Yaya                | 3       | 0               | 0                   | 1                         | 4     | -   | -  |
| 4      | Abderrahmane Meziane       | 2       | 0               | 0                   | 1                         | 3     | -   | -  |
| 5      | Mokhtar Benmoussa          | 3       | 0               | 0                   | 0                         | 3     | -   | -  |
| 6      | Ziri Hammar                | 2       | 0               | 1                   | 0                         | 3     | -   | -  |
| 7      | Mohamed Benyahia           | 2       | 0               | 0                   | 0                         | 2     | -   | -  |
| 8      | Okacha Hamzaoui            | 1       | 0               | 1                   | 0                         | 2     | -   | -  |
| 9      | Reda Hajhouj               | 2       | 0               | 0                   | 0                         | 2     | -   | -  |
| 10     | Mohamed Rabie Meftah       | 1       | 1               | 0                   | 0                         | 2     | -   | -  |
| 11     | Ayoub Abdellaoui           | 1       | 0               | 1                   | 0                         | 2     | -   | -  |
| 12     | Mohammed Benkhemassa       | 1       | 0               | 0                   | 1                         | 2     | -   | -  |
| 13     | Mohamed Reda Boumechra     | 1       | 0               | 0                   | 0                         | 1     | -   | -  |
| 14     | Amir Sayoud                | 0       | 1               | 0                   | 0                         | 1     | -   | -  |
| 15     | Rafik Bouderbal            | 1       | 0               | 0                   | 0                         | 1     | -   | -  |
| 16     | Oualid Ardji               | 0       | 0               | 0                   | 1                         | 1     | -   | -  |
| 17     | Hamza Koudri               | 1       | 0               | 0                   | 0                         | 1     | -   | -  |
| 18     | Kaddour Beldjilali         | 0       | 0               | 0                   | 1                         | 1     | -   | -  |
| 19     | Mohamed Lamine Zemmamouche | 0       | 0               | 0                   | 1                         | 1     | -   | -  |

1. Total des buts dans le jeu, hors c-s-c.